# Aumont-Aubrac
Aumont-Aubrac is een plaats en voormalige gemeente in het Franse departement Lozère in de regio Occitanie. De plaats maakt deel uit van het arrondissement Mende.

## Geschiedenis
In 1937 werd de gemeente hernoemd van Aumont naar Aumont-Aubrac, naar de streek Aubrac.
Op 1 januari 2017 fuseerde Aumont-Aubrac met de La Chaze-de-Peyre, Fau-de-Peyre, Javols, Sainte-Colombe-de-Peyre en Saint-Sauveur-de-Peyre, die het kanton Aumont-Aubrac hadden gevormd tot dit op 22 maart 2015 aanzienlijk uitgebreid werd, tot de commune nouvelle Peyre-en-Aubrac, waarvan Aumont-Aubrac de hoofdplaats werd.

## Geografie
Aumont-Aubrac ligt aan de oostelijke zijde van het plateau van de Aubrac, een deel van het Centraal Massief. De autosnelweg A75 passeert net ten westen van Aumont-Aubrac en doorsnijdt het gehele Centraal Massief van noord naar zuid.
De oppervlakte van Aumont-Aubrac bedraagt 26,3 km², de bevolkingsdichtheid is 39,2 inwoners per km².
Bij de plaats ligt spoorwegstation Aumont-Aubrac.
De onderstaande kaart toont de ligging van Aumont-Aubrac met de belangrijkste infrastructuur en aangrenzende gemeenten.

## Demografie
Onderstaande figuur toont het verloop van het inwonertal.
Aumont-Aubrac · La Chaze-de-Peyre · Fau-de-Peyre · Javols · Sainte-Colombe-de-Peyre · Saint-Sauveur-de-Peyre